# Rio Aporema
Rio Aporema är ett vattendrag i Brasilien.   Det ligger i delstaten Amapá, i den norra delen av landet, 1 900 km norr om huvudstaden Brasília.
Trakten runt Rio Aporema består huvudsakligen av våtmarker. Trakten runt Rio Aporema är nära nog obefolkad, med mindre än två invånare per kvadratkilometer.